# 11 (álbum de Abel Pintos)
11 es el noveno álbum de estudio del cantante argentino Abel Pintos (décimo primero en total, si se incluyen los dos álbumes en vivo grabados hasta ese momento, y el primero en publicarse en formato vinilo). El álbum se grabó en Madrid entre el verano del 2015 y la primavera del 2016 en los estudios "Subsonic" y "Estudio Uno"; y en Londres entre junio de 2015 y mayo de 2016 en los estudios "Kensaltown Recording Studios". Los productores fueron el cantautor español  Leiva y el famoso productor sueco Martin Terefe. Fue coproducido por  Ariel Pintos y el mismo Abel.
A los cuatro días de su lanzamiento, el 11 de octubre, fue galardonado como Disco de Oro por más de 20.000 álbumes vendidos en Argentina. A 10 días, el 17 de octubre, logró el Disco de Platino por más de 40.000 discos vendidos.

## Lista de canciones
| N.º   | Título                | Letras                      | Música                                     | Duración |  |
| 1.    | «Cómo te extraño»     | Abel Pintos                 | Abel Pintos · Ariel Pintos                 | 4:19     |  |
| 2.    | «3»                   | Abel Pintos · Aitor García  | Abel Pintos · Aitor García                 | 4:08     |  |
| 3.    | «Pájaro cantor»       | Abel Pintos                 | Abel Pintos                                | 5:01     |  |
| 4.    | «Oncemil»             | Abel Pintos · Diego Cantero | Abel Pintos · Ariel Pintos · Diego Cantero | 3:42     |  |
| 5.    | «El adivino»          | Abel Pintos                 | Abel Pintos                                | 3:27     |  |
| 6.    | «Mariposa»            | Abel Pintos · Windy Pinrod  | Abel Pintos                                | 3:37     |  |
| 7.    | «Alguien» (con Leiva) | Abel Pintos · Leiva         | Abel Pintos · Ariel Pintos · Leiva         | 2:44     |  |
| 8.    | «Cacería»             | Abel Pintos · Leiva         | Leiva                                      | 3:39     |  |
| 9.    | «Una razón»           | Abel Pintos · Enzo Pauletti | Enzo Pauletti                              | 3:10     |  |
| 10.   | «Primavera»           | Abel Pintos                 | Abel Pintos · Ariel Pintos                 | 3:59     |  |
| 11.   | «Mi ángel»            | Abel Pintos                 | Abel Pintos · Ariel Pintos                 | 3:56     |  |
| 41:42 |                       |                             |                                            |          |  |

## Sencillos
- «Como te extraño» fue lanzado como el primer sencillo del álbum en la entrega de los Premios Gardel el 7 de junio de 2016. El video fue estrenado el 14 de julio de 2016.

- «Pájaro Cantor» fue lanzado como el segundo sencillo del álbum el 26 de septiembre de 2016. El videoclip fue estrenado el 7 de octubre de 2016.

- «Oncemil» es el tercer sencillo del álbum y fue lanzado el 15 de marzo de 2017. Su videoclip se estrenó el 11 de abril de 2017.

- Una razón es el cuarto sencillo del álbum, lanzado el 13 de octubre de 2017.

## Posicionamiento en listas
| Listas (2017)     | Mejor posición |
| ----------------- | -------------- |
| Argentina (CAPIF) | 1              |
| Uruguay (CUD)     | 12             |

## Certificaciones
| País      | Organismo certificador | Certificación | Ventas certificadas | Ref.  |
| --------- | ---------------------- | ------------- | ------------------- | ----- |
| Argentina | CAPIF                  | 3× Platino    | 60 000              | [ 3 ] |

## Gira
Gira 11 es una gira de conciertos realizada por el cantante argentino Abel Pintos, enmarcado dentro de la promoción su nuevo disco 11 (publicado en 2016). Durante su primera etapa, se programaron 12 recitales consecutivos en Buenos Aires, a modo de presentación oficial del nuevo trabajo. Más tarde, los conciertos ofrecidos durante la segunda etapa pertenecían a diferentes festivales musicales.
La gira comenzó en octubre de 2016 con unas sesiones de presentación del nuevo disco en el Teatro Ópera de Buenos Aires, así como otra exclusiva en el  Luna Park. En los meses de enero y febrero, Abel Pintos continuó si gira ofreciendo conciertos únicamente en festivales. Entre marzo y mayo, realizó conciertos en España y otros países latinoamericanos. Está previsto que, a partir del próximo 9 de julio, se retome la gira en su Argentina natal.
Finalizó en diciembre del año 2017 con un show en el estadio River Plate, el cual ha sido grabado para su tercer álbum en vivo (y segundo álbum de un concierto presencial) titulado La Familia Festeja Fuerte, editado para Disco de Vinilo, Servicios de streaming, CD y DVD en 2018, sumándose así a la escasa lista de artistas nacionales en brindar un concierto en dicho recinto.
En total, son más de 70 los recitales confirmados.

## Fechas
| Primera etapa: presentación exclusiva en Buenos Aires |                                     |           |                                             |
| 11 de octubre de 2016                                 | Buenos Aires                        | Argentina | Luna Park                                   |
| 25 de noviembre de 2016                               | Buenos Aires                        | Argentina | Teatro Ópera                                |
| 26 de noviembre de 2016                               | Buenos Aires                        | Argentina | Teatro Ópera                                |
| 27 de noviembre de 2016                               | Buenos Aires                        | Argentina | Teatro Ópera                                |
| 28 de noviembre de 2016                               | Buenos Aires                        | Argentina | Teatro Ópera                                |
| 1 de diciembre de 2016                                | Buenos Aires                        | Argentina | Teatro Ópera                                |
| 2 de diciembre de 2016                                | Buenos Aires                        | Argentina | Teatro Ópera                                |
| 3 de diciembre de 2016                                | Buenos Aires                        | Argentina | Teatro Ópera                                |
| 4 de diciembre de 2016                                | Buenos Aires                        | Argentina | Teatro Ópera                                |
| 7 de diciembre de 2016                                | Buenos Aires                        | Argentina | Teatro Ópera                                |
| 8 de diciembre de 2016                                | Buenos Aires                        | Argentina | Teatro Ópera                                |
| 9 de diciembre de 2016                                | Buenos Aires                        | Argentina | Teatro Ópera                                |
| 10 de diciembre de 2016                               | Buenos Aires                        | Argentina | Teatro Ópera                                |
| Segunda etapa: festivales musicales en Argentina      |                                     |           |                                             |
| 6 de enero de 2017                                    | Rosario de Lerma                    | Argentina | Club Olimpia Oriental                       |
| 7 de enero de 2017                                    | Tilcara                             | Argentina | Campo deportivo Pueblo Nuevo                |
| 8 de enero de 2017                                    | Monteros                            | Argentina | Estadio del Club Ñuñorco                    |
| 9 de enero de 2017                                    | Villa del Rosario                   | Argentina | Festival de Folklore en el Agua             |
| 11 de enero de 2017                                   | Jesús María                         | Argentina | Anfiteatro municipal José Hernández         |
| 14 de enero de 2017                                   | Marcos Juárez                       | Argentina | Club Argentino                              |
| 15 de enero de 2017                                   | Carlos Pellegrini                   | Argentina | Fiesta Nacional de las Culturas             |
| 16 de enero de 2017                                   | Sauce Viejo                         | Argentina | Festival del Pescador                       |
| 20 de enero de 2017                                   | Concepción del Uruguay              | Argentina | Fiesta de la Playa                          |
| 21 de enero de 2017                                   | Sunchales                           | Argentina | Low Centro Cultural                         |
| 24 de enero de 2017                                   | Cosquín                             | Argentina | Plaza Próspero Molina                       |
| 28 de enero de 2017                                   | Andalgalá                           | Argentina | Festival El Fuerte                          |
| 30 de enero de 2017                                   | Alta Gracia                         | Argentina | Fiesta de las Colectividades                |
| 3 de febrero de 2017                                  | Rivadavia                           | Argentina | Festival Rivadavia Canta al País            |
| 4 de febrero de 2017                                  | General Roca                        | Argentina | Fiesta de la Manzana                        |
| 6 de febrero de 2017                                  | La Banda                            | Argentina | Festival Nacional de La Salamanca           |
| 7 de febrero de 2017                                  | Villa María                         | Argentina | Festival de Villa María                     |
| 9 de febrero de 2017                                  | Tunuyán                             | Argentina | Festival de la Tonada                       |
| 11 de febrero de 2017                                 | Olavarría                           | Argentina | Maxigimnasio de Estudiantes                 |
| 12 de febrero de 2017                                 | San Lorenzo                         | Argentina | Festival San Lorenzo un Canto a la Libertad |
| 14 de febrero de 2017                                 | Colón                               | Argentina | Fiesta de la Artesanía                      |
| 16 de febrero de 2017                                 | El Calafate                         | Argentina | Anfiteatro del Bosque                       |
| 18 de febrero de 2017                                 | Lincoln                             | Argentina | Carnavales de Lincoln                       |
| 19 de febrero de 2017                                 | Baradero                            | Argentina | Anfiteatro municipal de Baradero            |
| 21 de febrero de 2017                                 | San Juan                            | Argentina | Fiesta Nacional del Sol                     |
| 23 de febrero de 2017                                 | Cafayate                            | Argentina | Bodega Encantada                            |
| 24 de febrero de 2017                                 | Loreto                              | Argentina | Club Sportivo Loretano                      |
| 25 de febrero de 2017                                 | Arias                               | Argentina | Escenario del Corsódromo                    |
| 26 de febrero de 2017                                 | Río Cuarto                          | Argentina | Estadio A. A. Estudiantes                   |
| Tercera etapa: gira en Latinoamérica y España         |                                     |           |                                             |
| 6 de abril de 2017                                    | Ciudad de México                    | México    | Lunario del Auditorio Nacional              |
| 15 de abril de 2017                                   | Paysandú                            | Uruguay   | Semana de la Cerveza                        |
| 22 de abril de 2017                                   | Tarija                              | Bolivia   | Fexpo 2017                                  |
| 23 de mayo de 2017                                    | Madrid                              | España    | Teatro Nuevo Apolo                          |
| 24 de mayo de 2017                                    | Barcelona                           | España    | Sala Barts                                  |
| Cuarta etapa: gira en Argentina                       |                                     |           |                                             |
| 9 de julio de 2017                                    | Dolores                             | Argentina | Festejos del Bicentenario                   |
| 15 de julio de 2017                                   | San Fernando del Valle de Catamarca | Argentina | Fiesta Nacional e Internacional del Poncho  |
| 27 de julio de 2017                                   | Salta                               | Argentina | Estadio Delmi                               |
| 29 de julio de 2017                                   | Santiago del Estero                 | Argentina | Centro de Convenciones FORUM                |
| 30 de julio de 2017                                   | Santiago del Estero                 | Argentina | Centro de Convenciones FORUM                |
| 31 de julio de 2017                                   | San Miguel de Tucumán               | Argentina | Teatro Mercedes Sosa                        |
| 1 de agosto de 2017                                   | San Miguel de Tucumán               | Argentina | Teatro Mercedes Sosa                        |
| 2 de agosto de 2017                                   | San Miguel de Tucumán               | Argentina | Teatro Mercedes Sosa                        |
| 3 de agosto de 2017                                   | San Miguel de Tucumán               | Argentina | Teatro Mercedes Sosa                        |
| 5 de agosto de 2017                                   | San Carlos de Bariloche             | Argentina | Fiesta de la Nieve                          |
| 10 de agosto de 2017                                  | Rosario                             | Argentina | Teatro Metropolitano                        |
| 11 de agosto de 2017                                  | Rosario                             | Argentina | Teatro Metropolitano                        |
| 12 de agosto de 2017                                  | Rosario                             | Argentina | Teatro Metropolitano                        |
| 16 de agosto de 2017                                  | Tucumán                             | Argentina | Festival Atahualpa                          |
| 17 de agosto de 2017                                  | Paraná                              | Argentina | Club Echagüe                                |
| 18 de agosto de 2017                                  | Posadas                             | Argentina | Anfiteatro Manuel Antonio Ramírez           |
| 19 de agosto de 2017                                  | Corrientes                          | Argentina | Anfiteatro Cocomarola                       |
| 20 de agosto de 2017                                  | Formosa                             | Argentina | Estadio Cincuentenario                      |
| 25 de agosto de 2017                                  | Río Grande                          | Argentina | Gimnasio Don Bosco                          |
| 27 de agosto de 2017                                  | Río Gallegos                        | Argentina | Boxing Club                                 |
| 29 de agosto de 2017                                  | Comodoro Rivadavia                  | Argentina | Predio Ferial                               |
| 30 de agosto de 2017                                  | Comodoro Rivadavia                  | Argentina | Predio Ferial                               |
| 1 de septiembre de 2017                               | Trelew                              | Argentina | Municipal n.º 1                             |
| 2 de septiembre de 2017                               | Puerto Madryn                       | Argentina | Estadio Aurinegro                           |
| 3 de septiembre de 2017                               | Bahía Blanca                        | Argentina | Club Estudiantes                            |
| 5 de septiembre de 2017                               | General Pico                        | Argentina | Club Estudiantes                            |
| 6 de septiembre de 2017                               | Santa Rosa                          | Argentina | Club Independiente                          |
| 8 de septiembre de 2017                               | Neuquén                             | Argentina | Estadio Ruca Che                            |
| 9 de septiembre de 2017                               | Neuquén                             | Argentina | Estadio Ruca Che                            |
| 15 de septiembre de 2017                              | Esquel                              | Argentina | Gimnasio municipal                          |
| 16 de septiembre de 2017                              | Neuquén                             | Argentina | Estadio Ruca Che                            |
| 17 de septiembre de 2017                              | Bahía Blanca                        | Argentina | Club Estudiantes                            |
| 23 de septiembre de 2017                              | Maipú                               | Argentina | Arena Maipú                                 |
| 30 de septiembre de 2017                              | Córdoba                             | Argentina | Orfeo Superdomo                             |
| 1 de octubre de 2017                                  | Córdoba                             | Argentina | Orfeo Superdomo                             |
| 3 de octubre de 2017                                  | Salto                               | Uruguay   | Teatro Larrañaga                            |
| 4 de octubre de 2017                                  | Mercedes                            | Uruguay   | Teatro municipal                            |
| 6 de octubre de 2017                                  | Montevideo                          | Uruguay   | Landia                                      |
| 7 de octubre de 2017                                  | Nueva Helvecia                      | Uruguay   | Teatro municipal                            |
| 8 de octubre de 2017                                  | Maldonado                           | Uruguay   | Cine Teatro Cantegril                       |
| 13 de octubre de 2017                                 | Azul                                | Argentina | Parque Sarmiento                            |
| 14 de octubre de 2017                                 | Tandil                              | Argentina | Anfiteatro Martín Fierro                    |
| 15 de octubre de 2017                                 | Mar del Plata                       | Argentina | Polideportivo Malvinas Argentinas           |
| 19 de octubre de 2017                                 | Ciudad de México                    | México    | Lunario del Auditorio Nacional              |
| 20 de octubre de 2017                                 | Guadalajara                         | México    | Teatro Diana                                |
| 21 de octubre de 2017                                 | Puebla                              | México    | Sala Fórum                                  |
| 28 de octubre de 2017                                 | Santa Fe                            | Argentina | Club Ciudadela                              |
| 29 de octubre de 2017                                 | La Rioja                            | Argentina | Superdomo                                   |
| 16 de diciembre de 2017                               | Buenos Aires                        | Argentina | Estadio River Plate                         |
| 18 de diciembre de 2017                               | Buenos Aires                        | Argentina | Estadio River Plate                         |

### Recaudación
| Fecha                   | Ciudad       | País      | Recinto             | Entradas vendidas / Disponibles | Recaudación |
| ----------------------- | ------------ | --------- | ------------------- | ------------------------------- | ----------- |
| 16 de diciembre de 2017 | Buenos Aires | Argentina | Estadio River Plate | 53,678 / 53,678                 | $3,555,990  |
| 18 de diciembre de 2017 | Buenos Aires | Argentina | Estadio River Plate | 53,678 / 53,678                 | $3,555,990  |